# Mozambiki metical
A metical Mozambik hivatalos pénzneme.
2006. július 1-jén vezették be a mai új meticalt. 1 új metical = 1000 régi metical. A régi meticalt 2012. december 31-ig beváltották a bankok.

## Bankjegyek

### 2006-os sorozat
Kezdetben az összes bankjegy papírból készült, 2011. október 1-je óta viszont a három alacsonyabb értékű bankjegy (20, 50, 100) polimer anyagú. A papír alapú bankjegyeket a De La Rue nyomtatja. 2011. október 1-jén több biztonsági elemet tartalmazó bankjegyeket nyomtattak.
2012 novemberében bejelentették, hogy többé nem használják a "popular", azaz népi szót az ország nevében (República de Moçambique), így a bankjegyekről is leveszik.
| Névérték     | Leírás               | Leírás         | Dátumok   | Dátumok    |
| Névérték     | Előoldal             | Hátoldal       | nyomtatás | kibocsátás |
| ------------ | -------------------- | -------------- | --------- | ---------- |
| 20 metical   | Samora Moisés Machel | orrszarvú      | 2006      | 2006       |
| 50 metical   | Samora Moisés Machel | kudus          | 2006      | 2006       |
| 100 metical  | Samora Moisés Machel | zsiráfok       | 2006      | 2006       |
| 200 metical  | Samora Moisés Machel | nevezetességek | 2006      | 2006       |
| 500 metical  | Samora Moisés Machel | bivalyok       | 2006      | 2006       |
| 1000 metical | Samora Moisés Machel | elefántok      | 2006      | 2006       |

### 2017-es sorozat
2017. június 16-án új bankjegysorozatot bocsátottak ki.

## jegyzetek
1. ↑  www.tradingeconomics.com
2. ↑  polimer
3. ↑  Mozambique new 20-, 50-, and 100-meticais notes confirmed Archiválva 2011. szeptember 17-i dátummal a Wayback Machine-ben BanknoteNews.com. Hozzáférés ideje: 2012-03-10.
4. ↑  Mozambique new 200-meticais note confirmed Archiválva 2012. október 6-i dátummal a Wayback Machine-ben BanknoteNews.com. Hozzáférés ideje: 2012-06-30.
5. ↑  Mozambique new 500-meticais note confirmed Archiválva 2012. október 6-i dátummal a Wayback Machine-ben BanknoteNews.com. Hozzáférés ideje: 2012-06-30.
6. ↑  Mozambique new 1,000-meticais note confirmed Archiválva 2012. október 6-i dátummal a Wayback Machine-ben BanknoteNews.com. Hozzáférés ideje: 2012-06-30.
7. ↑  Mozambique’s new banknotes and coins will no longer include the word “Popular”. [2013. március 23-i dátummal az eredetiből archiválva]. (Hozzáférés: 2012. december 28.)
8. ↑  2017 series. [2017. június 5-i dátummal az eredetiből archiválva]. (Hozzáférés: 2017. június 1.)

## Külső hivatkozások
- Az érmékről és a bankjegyekről képek
- bankjegyek képei